# Tell Me Why (utwór muzyczny Moniki Anghel i Marcela Pavela)
Tell Me Why – utwór rumuńskich piosenkarzy Moniki Anghel i Marcela Pavela, nagrany oraz wydany w formie singla w 2002. Piosenkę napisali Ionel Tudor i Mirela Fugaru.
Utwór reprezentował Rumunię w finale 47. Konkursu Piosenki Eurowizji w 2002 roku, wygrywając krajowe eliminacje z wynikiem 19 punktów od komisji jurorskiej oraz telewidzów. 25 maja zajął 9. miejsce w finale Eurowizji, zdobywszy 71 punktów, w tym maksymalne noty (12 punktów) z Rosji oraz Macedonii.